# Catharina Pimentel Hakme
Catharina Pimentel Hakme (Rio de Janeiro, 13 de outubro de 2001), mais conhecida como Catha, é uma cantora, compositora e atriz brasileira da cena pop. Filha da estilista Mirian Hakme e de Fernando Cezar Hakme, Catha começou a ganhar destaque ao publicar covers em seu canal no YouTube em 2019, especialmente um cover de uma canção de Lady Gaga.
Crescendo em um ambiente musicalmente diversificado, Catha compõe em inglês e português, refletindo influências variadas em sua obra. Suas canções frequentemente abordam temas como liberdade, igualdade e diversidade, além de explorar as nuances do amor.
Catha tem experiência em teatro musical, tendo participado de montagens como "Hair Spray", onde atuou como protagonista, e do filme "Os Farofeiros". Ela estudou teatro musical em várias escolas americanas e no Brasil realizou cursos na Casa das Artes de Laranjeiras (CAL). Atualmente, ela faz aulas de canto e teclado na Escola Música e Cia.
Inspirada por artistas como Adele, Beyoncé, Billie Eilish, Lorde e Taylor Swift, Catha também busca referências nos cantores brasileiros Jão e Luísa Sonza. Em 2021, iniciou sua carreira autoral com a música "Sobre Mim (Talvez) Sobre Você", que já soma mais de 12 milhões de visualizações em seu canal no YouTube. Ela já lançou mais de 10 músicas, um EP, e uma releitura da canção "Don't Dream It's Over", que foi destaque em um projeto da rádio JB FM.
Em 2024, Catha foi uma das atrações de destaque após o show de Madonna no Rio de Janeiro, e doou seu cachê para o Retiro dos Artistas, demonstrando seu compromisso com a comunidade artística.
Atualmente, Catha está envolvida na produção de seu próprio videoclipe, onde atua como diretora, trazendo sua visão criativa para o audiovisual.

## Discografia
1. Louca Pra Borrar[9]
2. Sendo Assim
3. Ai Meu Deus[10][11]
4. Com Todo Respeito[12]
5. Vou Me Iludir de Novo
6. Meu Lado da História
7. Sobre Mim (Talvez) Sobre Você
8. Querida Eu[13]
9. Final Feliz[14]
10. Quando Eu Te Vejo
11. Drama Queen
12. Don't Dream It's Over (releitura da canção do grupo Crowded House)